# Bobsleeën op de Olympische Winterspelen 2022
Bobsleeën werd beoefend tijdens de Olympische Winterspelen 2022 in Peking, China. De wedstrijden vonden plaats in het Yanqing Sliding Centre nabij Peking.
Er waren vier disciplines: de tweemans- en viermansbob voor mannen en de tweemansbob voor vrouwen. Nieuw op het programma stond de monobob voor vrouwen. Elke wedstrijd omvatte vier afdalingen, verdeeld over twee dagen. De tijden van alle vier de afdalingen werden samengeteld.

## Wedstrijdschema
| Datum                | Lokale tijd | MET   | Mannen                  | Vrouwen                 |
| -------------------- | ----------- | ----- | ----------------------- | ----------------------- |
| vrijdag 4 februari   | 20:00       | 13:00 | Openingsceremonie       | Openingsceremonie       |
| zondag 13 februari   | 09:30       | 02:30 |                         | Monobob (run 1 & 2)     |
| maandag 14 februari  | 09:30       | 02:30 |                         | Monobob (run 3 & 4)     |
| maandag 14 februari  | 20:05       | 13:05 | Tweemansbob (run 1 & 2) |                         |
| dinsdag 15 februari  | 20:15       | 13:15 | Tweemansbob (run 3 & 4) |                         |
| vrijdag 18 februari  | 20:00       | 13:00 |                         | Tweemansbob (run 1 & 2) |
| zaterdag 19 februari | 09:30       | 02:30 | Viermansbob (run 1 & 2) |                         |
| zaterdag 19 februari | 20:00       | 13:00 |                         | Tweemansbob (run 3 & 4) |
| zondag 20 februari   | 09:30       | 02:30 | Viermansbob (run 3 & 4) |                         |
| zondag 20 februari   | 20:00       | 13:00 | Sluitingsceremonie      | Sluitingsceremonie      |

## Medailles

### Mannen
| Onderdeel   | Goud                                                                         | Goud    | Zilver                                                                    | Zilver  | Brons                                                    | Brons   |
| ----------- | ---------------------------------------------------------------------------- | ------- | ------------------------------------------------------------------------- | ------- | -------------------------------------------------------- | ------- |
| Tweemansbob | Duitsland Francesco Friedrich Thorsten Margis                                | 3.56,89 | Duitsland Johannes Lochner Florian Bauer                                  | 3.57,38 | Duitsland Christoph Hafer Matthias Sommer                | 3.58,58 |
| Viermansbob | Duitsland Francesco Friedrich Thorsten Margis Candy Bauer Alexander Schüller | 3.54,30 | Duitsland Johannes Lochner Florian Bauer Christopher Weber Christian Rasp | 3.54,67 | Canada Justin Kripps Ryan Sommer Cam Stones Ben Coakwell | 3.55,09 |

### Vrouwen
| Onderdeel   | Goud                               | Goud    | Zilver                                        | Zilver  | Brons                                                | Brons   |
| ----------- | ---------------------------------- | ------- | --------------------------------------------- | ------- | ---------------------------------------------------- | ------- |
| Monobob     | Verenigde Staten Kaillie Humphries | 4.19,27 | Verenigde Staten Elana Meyers Taylor          | 4.20,81 | Canada Christine de Bruin                            | 4.21,03 |
| Tweemansbob | Duitsland Laura Nolte Deborah Levi | 4.03,96 | Duitsland Mariama Jamanka Alexandra Burghardt | 4.04,73 | Verenigde Staten Elana Meyers Taylor Sylvia Hoffmann | 4.05,48 |

### Medaillespiegel
| Plaats | Land             | NOC    | Goud | Zilver | Brons | Totaal |
| ------ | ---------------- | ------ | ---- | ------ | ----- | ------ |
| 1      | Duitsland        | GER    | 2    | 2      | 1     | 5      |
| 2      | Verenigde Staten | USA    | 1    | 1      | 1     | 3      |
| 3      | Canada           | CAN    | 0    | 0      | 1     | 1      |
| Totaal | Totaal           | Totaal | 3    | 3      | 3     | 9      |